# اچ‌ام‌اس انترپرنینت (۱۷۹۹)
اچ‌ام‌اس انترپرنینت (۱۷۹۹) (به انگلیسی: HMS Entreprenante (1799)) یک کشتی بود. این کشتی در سال ۱۷۹۸ ساخته شد.